# Normalnull

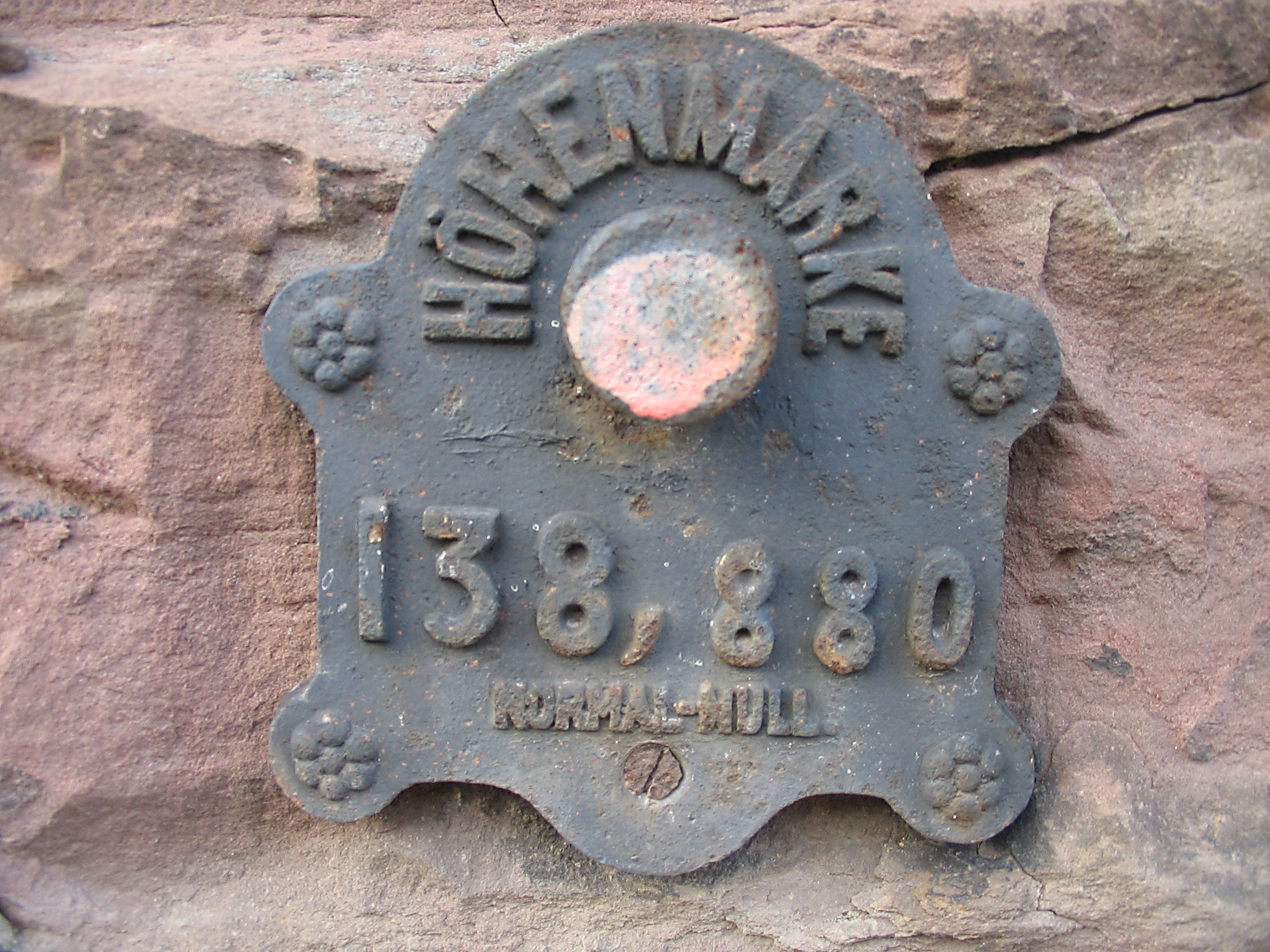
Indicador do Normalnull

O Normalnull (NN, "zero normal") foi a medição alemã feita como referência para fazer as medidas ao nível do mar com a sua referência ao mar do norte empregada durante o século XX. No entanto, atualmente é a forma de medir as alturas geodésicas nos mapas topográficos.

## Literatura
- Wolfgang Torge: Geodäsie. 2. Auflage. Walter de Gruyter, Berlin u.a. 2003, ISBN 3-11-017545-2

## Relações externas
- Höhenreferenzsysteme. Bundesamt für Kartographie und Geodäsie